# Chacun pense à soi
Chansons représentant la France au Concours Eurovision de la chanson
À chaque pas
(2004) Il était temps
(2006)
Chacun pense à soi est une chanson interprétée par la chanteuse française Ortal pour représenter la France au Concours Eurovision de la chanson 2005 qui se déroulait à Kiev, en Ukraine.

## Thème
C'est une chanson rythmée, avec quelques influences du hip-hop, dans laquelle Ortal chante sur les problèmes causés dans le monde par le fait que tout le monde pense d'abord à soi. Elle chante qu'en conséquence, nous oublions ceux qui nous aiment.

## Concours Eurovision de la chanson
Elle est intégralement interprétée en français, langue nationale, même si le choix de la langue est libre depuis 1999.
Il s'agit de la vingt-quatrième et dernière chanson interprétée lors de la soirée, après Valters & Kaža (en) qui représentaient la Lettonie avec The War Is Not Over (en). À l'issue du vote, elle a obtenu 11 points, se classant 23e sur 24 chansons,.

## Liste des titres
| 1. | Chacun pense à soi | Ortal | Saad Tabainet | 3:10 |

## Classements
| Classement (2005)               | Meilleure position |
| ------------------------------- | ------------------ |
| Belgique (Wallonie Ultratip 50) | 7                  |
| France (SNEP)                   | 52                 |

## Historique de sortie
| Pays   | Date | Format    | Label            |
| ------ | ---- | --------- | ---------------- |
| France | 2005 | CD single | Up Music, Warner |